# Заздрісні функції
Заздрісні функції (англ. Feature Envy) — один із «запахів коду», тобто код із ознаками проблем в системі. Суть «запаху» полягає у тому, що метод деякого об'єкту звертається до даних іншого об'єкту частіше, ніж до власних даних. Це призводить до надлишкової зв'язаності між класами.

## Проблема
Customer втручається в дані Phone, щоб відформатувати число. «Запах» часто проявляється у вигляді недоречної відповідальності (приклад коду на Java):
```
public
 
class
 
Phone
 
{

   
private
 
final
 
String
 
unformattedNumber
;

   
public
 
Phone
(
String
 
unformattedNumber
)
 
{

      
this
.
unformattedNumber
 
=
 
unformattedNumber
;

   
}

   
public
 
String
 
getAreaCode
()
 
{

      
return
 
unformattedNumber
.
substring
(
0
,
3
);

   
}

   
public
 
String
 
getPrefix
()
 
{

      
return
 
unformattedNumber
.
substring
(
3
,
6
);

   
}

   
public
 
String
 
getNumber
()
 
{

      
return
 
unformattedNumber
.
substring
(
6
,
10
);

   
}

}

public
 
class
 
Customer
…

   
private
 
Phone
 
mobilePhone
;

   
public
 
String
 
getMobilePhoneNumber
()
 
{

      
return
 
"("
 
+
 

         
mobilePhone
.
getAreaCode
()
 
+
 
") "
 
+

         
mobilePhone
.
getPrefix
()
 
+
 
"-"
 
+

         
mobilePhone
.
getNumber
();

   
}

```

## Лікування
Слід дотримуватися такого правила: те, що змінюється разом, треба зберігати в одному місці. Зазвичай дані і функції, які використовують ці дані, також змінюються разом (хоча бувають виключення).
- Якщо метод явно слід перенести в інше місце, застосуйте переміщення методу.
- Якщо тільки частина методу звертається до даних іншого об'єкту, застосуйте відокремлення методу до цієї частини.
- Якщо метод використовує функції декількох інших класів, треба спочатку визначити, в якому класі знаходиться найбільше даних, що використовуються. Потім слід перемістити метод в цей клас разом з іншими даними. Як альтернатива, за допомогою відокремлення методу метод розбивається на декілька частин, і вони розміщуються в різних частинах інших класів.

Належне лікування для попереднього прикладу:
```
public
 
class
 
Phone
 
{

   
private
 
final
 
String
 
unformattedNumber
;

   
public
 
Phone
(
String
 
unformattedNumber
)
 
{

      
this
.
unformattedNumber
 
=
 
unformattedNumber
;

   
}

   
private
 
String
 
getAreaCode
()
 
{

      
return
 
unformattedNumber
.
substring
(
0
,
3
);

   
}

   
private
 
String
 
getPrefix
()
 
{

      
return
 
unformattedNumber
.
substring
(
3
,
6
);

   
}

   
private
 
String
 
getNumber
()
 
{

      
return
 
unformattedNumber
.
substring
(
6
,
10
);

   
}

   
public
 
String
 
toFormattedString
()
 
{

      
return
 
"("
 
+
 
getAreaCode
()
 
+
 
") "
 
+
 
getPrefix
()
 
+
 
"-"
 
+
 
getNumber
();

   
}
  

}

public
 
class
 
Customer
…

   
private
 
Phone
 
mobilePhone
;

   
public
 
String
 
getMobilePhoneNumber
()
 
{

      
return
 
mobilePhone
.
toFormattedString
();

   
}

```

## Переваги
- Зменшення дублювання коду (якщо код обробки даних переїхав в одне загальне місце).
- Поліпшення організації коду (оскільки методи роботи з даними знаходяться біля цих даних).

## Випадки, коли застосувати не можна
Бувають випадки, коли поведінка навмисно відділяється від класу, що містить дані. Найчастіше це роблять для того, щоб мати можливість динамічно міняти цю поведінку (патерни Стратегія, Відвідувач і так далі).